# 惠州21-1油氣田
惠州21-1油氣田，為中國第一個位於南海東部的油氣田，曾由中外合營，合作期屆滿後由中國海洋石油獨營。此油氣田為惠州油田群一部分，各油田共用部分生產設施。

## 概要
惠州21-1油氣田位於珠江口盆地的惠州凹陷，距離香港東南面160公里，海床水深116米。油氣田面積為12平方公里，設有一座鑽井15口的採油平台，並於2003-05年間增建天然氣處理平台，以及連接珠海市橫琴島的天然氣管道。
此外，此油氣田與周邊多個油氣田通過海底管道及電纜連繫，並共用一艘浮式生產儲油船「海洋石油115」。

## 歷史
因應中央政府引進外資的政策，當局於1982年推出中國沿岸第一批油氣田的開採權。當中，包括此油田在內的惠州油田群區域，於1983年12月由美國德士古、雪佛龍及意大利阿吉普公司合營的「ACT作業者集團」投得。
於1984-85年間，ACT作業者集團為惠州21-1油田現址進行地質勘探，並確定油田位置。隨後，勘探人員再用兩年作進一步鑽探，並於1987年4月向石油工業部提交開發方案。最終，開發方案於五個月後獲批。
而在油氣田興建期間，由於同一財團於1988年在鄰近水域發現惠州26-1油田，因此設計亦作出相應改動。至1990年9月13日，此油氣田正式投產，為當時中國產量最大的海上油田，但初期僅限於開採原油。直至2003年，由於此油氣田被發現蘊含大量天然氣，作業方決定加建一座處理平台連天然氣管道，並將天然氣售往珠海發電廠，相關設施於三年後啟用。
隨著中外三方30年合作期於2013年12月16日屆滿，包括此油田在內的惠州油田群改由中海油獨營。

## 註解
1. ↑  原為「南海發現號」[3]，於2019年10月8日退役及被拖往孟加拉拆解[5]；而在替代的「海洋石油115」進塢維修期間，暫時使用「南海奮進號」
2. ↑  後於2001年併入雪佛龍
3. ↑  後改名為埃尼
4. ↑  後來中國海洋石油於1996年加入，改名為CACT作業者集團[6]